# Frecuencia de muestreo
| Señal analógica. |
| Señal obtenida.  |

La tasa o frecuencia de muestreo es el número de muestras por unidad de tiempo que se toman de una señal continua para producir una señal discreta, durante el proceso necesario para convertirla de analógica en digital. Como todas las frecuencias, generalmente se expresa en hercios (Hz, ciclos por segundo) o múltiplos suyos, como el kilohercio (kHz), aunque pueden utilizarse otras magnitudes.

## Teorema de Nyquist
Según el teorema de muestreo de Nyquist-Shannon, para poder digitalizar una señal analógica y transmitirla por un medio eléctrico a grandes distancias y poder recuperarla en el extremo distante con la máxima fidelidad posible, se requiere que la señal analógica sea muestreada al menos dos veces su frecuencia máxima.
Es un error frecuente y extendido creer que una misma señal muestreada con una tasa elevada se reconstruye mejor que una muestreada con una tasa inferior. Esto es falso (siempre que la tasas empleadas cumplan el criterio de Nyquist, naturalmente). El proceso de muestreo (que no debe ser confundido con el de cuantificación) es, desde el punto de vista matemático perfectamente reversible, esto es, su reconstrucción es exacta, no aproximada. Dicho de otro modo, desde el punto de vista matemático al que se refiere el teorema de muestreo de Nyquist-Shannon, la reconstrucción de una señal de 10 kHz es idéntica tanto si se obtiene de una tasa de muestreo de 25000 muestras por segundo como de una de 50000 muestras por segundo. No aporta nada incrementar la tasa de muestreo una vez que esta cumple el criterio de Nyquist. También son errores frecuentes y extendidos, relacionados con lo expuesto en este párrafo, creer que los puntos que resultan del proceso de muestreo se unen en la reconstrucción mediante rectas formando dientes de sierra o que existe un proceso de cálculo que realiza la interpolación de manera simulada. En resumen, el teorema de muestreo demuestra que toda la información de una señal contenida en el intervalo temporal entre dos muestras cualesquiera está descrita por la serie total de muestras siempre que la señal registrada sea de naturaleza periódica (como lo es el sonido) y no tenga componentes de frecuencia igual o superior a la mitad de la tasa de muestreo; no es necesario inventar la evolución de la señal entre muestras.
En la práctica y dado que no existen los filtros analógicos pasa-bajo ideales, se debe dejar un margen entre la frecuencia máxima que se desea registrar y la frecuencia de Nyquist (frecuencia crítica) que resulta de la tasa de muestreo elegida (por ejemplo, para CD-Audio la frecuencia máxima de los componentes a registrar y reproducir es de 20 kHz y la frecuencia crítica de la tasa de 44100 muestras por segundo empleada es de 22,05 kHz; un margen del 10% aproximadamente para esta aplicación). Pero este margen es una necesidad que resulta de las limitaciones físicas de un filtro de reconstrucción (o filtro antialiasing) real, y no una consideración que contemple (o deba contemplar) el teorema. Con frecuencia en los conversores modernos de CD-Audio, para la reconstrucción de una señal se emplean técnicas de sobremuestreo con objeto de aumentar este margen y permitir el uso de filtros de fase lineal (retardo de grupo nulo) en la banda pasante y, en general, más sencillos y económicos con pendientes de atenuación más suaves.
Los nuevos formatos de audio que recientemente han aparecido (aunque con escaso éxito comercial) que emplean PCM sin pérdida por compresión con tasas de muestreo más altas a las empleadas en el CD-Audio, (DVD-Audio, por ejemplo) para registrar y reproducir señales de idéntico ancho de banda se justifican porque permiten el empleo de filtros de reconstrucción más benignos, sencillos y económicos sacrificando un recurso cada vez más económico y de menor trascendencia (la capacidad de almacenamiento, un recurso crítico en el pasado) y porque, además, satisfacen simultáneamente las expectativas de un mercado como el audiófilo, caracterizado por dogmas entre los que se encuentra muy extendida la falsa creencia de que esto representa una mejora en la calidad de la señal reconstruida (en particular, de sus componentes de alta frecuencia). Este error es sólo una consecuencia de una clara incomprensión de las consecuencias del teorema de muestreo y de establecer comparaciones falaces como, por ejemplo, con la digitalización de imágenes (donde no se realiza una reconstrucción de una señal periódica), etc.
La alta tasa de muestreo de otro formato de audio de reciente aparición, el SACD o Super Audio CD, es una consecuencia del uso de una tecnología denominada modulación Sigma-Delta (Direct Stream Digital). Si bien la tasa de muestreo es 64 veces la del CD-Audio, es necesario tener presente que se trata de una cuantificación de 1 bit (en lugar de los 16 empleados en el CD-Audio) y basado en técnicas de modelado de ruido. No es posible, por tanto, establecer comparaciones superficiales con el PCM de CD-Audio, ya que en este caso la relación señal-ruido no es constante respecto de la frecuencia (en CD-Audio el ruido de cuantificación es independiente de la frecuencia y sólo depende de los intervalos de amplitud empleados en el proceso de cuantificación, es decir, de unos 98,09 dB constantes para los 16 bits de este estándar CD-Audio en todo el espectro útil). Un SACD puede registrar y reproducir señales con componentes de hasta 33 kHz con una relación señal-ruido equivalente al de un CD-Audio (aunque 33 kHz está casi una octava por encima del máximo audible y, por tanto, una ventaja sobre el CD-Audio de dudosa utilidad) y mantener una relación señal-ruido de aproximadamente 122 dB para el espectro audible (un potencial, el equivalente aproximado a 20 bits, también de dudosa utilidad práctica como formato final de usuario). Entre las ventajas objetivas de estos formatos recientes (DVD-Audio y SACD) se encuentra el potencial multicanal (registro de más de dos canales) y la capacidad para el empleo de técnicas de protección de copia (algo de extraordinario interés para las compañías discográficas). Ninguna prueba doble-ciego realizada en condiciones controladas ha probado que existan diferencias audibles entre estos formatos denominados de "alta resolución".

## Frecuencias de muestreo para audio y vídeo
En audio, la máxima audiofrecuencia perceptible para el oído humano joven y sano está en torno a los 20 kHz, por lo que teóricamente una frecuencia de muestreo de 40000 sería suficiente para su muestreo; no obstante, el estándar introducido por el CD, se estableció en 44100 muestras por segundo. La frecuencia de muestreo ligeramente superior permite compensar los filtros utilizados durante la conversión analógica-digital.
Hay que tener en cuenta que no todas las fuentes sonoras se aproximan a los 20 kHz que corresponden a esta frecuencia máxima; la mayoría de los sonidos está muy por debajo de esta. Por ejemplo, si se va a grabar la voz de una soprano, la máxima frecuencia que la cantante será capaz de producir no tendrá armónicos de nivel significativo en la última octava (de 10 a 20 kHz), con lo que utilizar una frecuencia de muestreo de 44100 muestras por segundo sería innecesario (se estaría empleando una capacidad de almacenamiento extra que se podría economizar).
El estándar del CD-Audio está fijado en 44100 muestras por segundo, pero esto no significa que esa sea la frecuencia que utilizan todos los equipos. Los sistemas domésticos de baja calidad pueden utilizar tasas de 22050 muestras por segundo o de 11025 muestras por segundo (limitando así la frecuencia de los componentes que pueden formar la señal). Además, las tarjetas de sonido de los equipos informáticos utilizan frecuencias por encima o por debajo de este estándar, muchas veces seleccionándolas en función de las necesidades concretas (sobre todo, en aplicaciones de audio profesional).
Algunas frecuencias de muestreo típicas en sistemas de audio y vídeo aparecen resumidas en tablas, más arriba.

### Vídeo
En vídeo digital, la frecuencia entre fotogramas es utilizada para definir la frecuencia de muestreo de la imagen en lugar del ritmo de cambios de los píxeles individuales. La frecuencia de muestreo de la imagen es el ritmo de repetición del período de integración del CCD. Dado que el periodo de integración puede ser significativamente más corto que el tiempo entre repeticiones, la frecuencia de muestreo puede diferir de la inversa del tiempo de muestreo.

## Efectoaliasing
Si se utiliza una frecuencia menor a la establecida por el teorema de Nyquist, se produce una distorsión conocida como aliasing; algunos autores traducen este término como solapamiento. El aliasing impide recuperar correctamente la señal cuando las muestras de esta se obtienen a intervalos de tiempo demasiado largos. La forma de la onda recuperada presenta pendientes muy abruptas.

## Filtroantialiasing
Para eliminar el aliasing, los sistemas de digitalización incluyen filtros paso bajo, que eliminan todas las frecuencias que sobrepasan la frecuencia crítica (la que corresponde a la mitad de la frecuencia de muestreo elegida) en la señal de entrada. Es decir, todas las frecuencias que queden por encima de la frecuencia máxima a muestrear seleccionada, son eliminadas. El filtro paso bajo para este uso concreto recibe el nombre de filtro antialiasing.
Sin embargo, abusar de los filtros antialiasing, puede producir el mismo efecto que se quiere evitar. Cuando se conectan varios filtros en cascada (en el muestreo, en la conversión digital-analógica, etc.), un filtrado excesivo de una onda que ya cumplía con el requisito para su correcta transformación A/D puede degenerar y provocar que la onda final presente una pendiente marcada. Por esta desventaja del filtro antialiasing se ha generalizado la técnica conocida como sobremuestreo de la señal.

## Sobremuestreo
Para evitar las caídas abruptas se utiliza la técnica conocida como sobremuestreo (oversampling), que permite reconstruir, tras la conversión D/A, una señal de pendiente suave.
Un sobremuestreo consiste en aplicar un filtro digital que actúa sobre el tiempo (dominio de frecuencia), cambiando de lugar las muestras, de forma que al superponerlas, se creen muestreos simultáneos virtuales. Estos muestreos simultáneos no son reales, son simulaciones generadas por el propio filtro. Estos muestreos simultáneos se obtienen utilizando el llamado coeficiente de sobremuestreo ({\displaystyle n}), que viene indicado por la expresión {\displaystyle x\times n} ({\displaystyle x\times 3}, {\displaystyle x\times 4}, {\displaystyle x\times 8}, ...).
Las muestras obtenidas se superponen con los datos originales y los conversores A/D los promedian, obteniendo una única muestra ponderada (por ejemplo, si se hacen tres muestreos, finalmente, la muestra tomada no es ninguna de las tres, sino su valor medio). Para evitar el aliasing, también se introduce a la entrada un filtro paso bajo digital, que elimine aquellas frecuencias por encima de la mitad de la frecuencia de muestreo. No obstante, a la salida, la frecuencia de muestreo utilizada para reproducir la señal ya no es la misma que se utilizó para tomar las muestras a la entrada, sino que es tantas veces mayor como números de muestreo se hayan hecho.
Consideremos un ejemplo característico de la digitalización de música en formato CD. Imaginemos que para digitalizar el CD se hacen 3 muestreos a 44,1 kHz que se interpolan. Se introduce un filtro paso bajo, llamado decimator, que elimina las frecuencias por encima de los 20 kHz, pero la frecuencia de muestreo utilizada para reconstruir la señal será tres veces mayor: 132,3 kHz. De este modo se reconstruye la señal suavizando la pendiente. A este proceso de filtrado durante la conversión D/A se lo conoce como diezmado.
Sin embargo, es evidente que incorporar la técnica del sobremuestreo encarece considerablemente el equipo.

## Modificación de la frecuencia de muestreo
Dada una señal analógica {\displaystyle x(t)}, la muestreamos a una {\displaystyle F_{m}} determinada y obtenemos la señal discreta {\displaystyle x[n]}, para adaptar esta señal discreta un reproductor de distinta frecuencia de muestreo, usaremos la interpolación ( para aumentar la frecuencia ) y el diezmo (para disminuir la frecuencia ).
Una vez tengamos la señal discreta {\displaystyle x[n]}, donde '{\displaystyle n}' es un entero, aplicamos la TFSD (Transformada de Fourier de Señales Discretas).
{\displaystyle x[n]\rightarrow {\text{TFSD}}\rightarrow X\left(e^{j\omega }\right)}
Interpolación factor {\displaystyle L} de {\displaystyle X\left(e^{j\omega }\right)}:
{\displaystyle X_{i}\left(e^{j\omega }\right)=L\cdot X\left(e^{L\omega }\right)\cdot \sum \left[\Pi \left({\tfrac {\omega -2\pi k}{2\pi L}}\right)\right]}
{\displaystyle \Pi :} filtro paso bajos {\displaystyle k:(-\infty ,+\infty )}.